# Michèle Etzel
 (août 2022).
Si vous disposez d'ouvrages ou d'articles de référence ou si vous connaissez des sites web de qualité traitant du thème abordé ici, merci de compléter l'article en donnant les références utiles à sa vérifiabilité et en les liant à la section « Notes et références ».
Michèle Etzel est une animatrice et productrice de télévision belge et lorraine. 

## Biographie
Originaire de Lorraine, née à Thionville, Michèle Etzel, alors étudiante en lettres, participe à 20 ans, par hasard, à un concours de speakerine sur la chaîne de télévision Télé Luxembourg (qui couvre alors l’Est de la France, le Grand Duché et le Sud de la Belgique). Le vote des téléspectateurs la consacre et, le 29 mars 1972, elle commence une carrière qui va durer plus de 30 ans.
En 1975, Télé-Luxembourg inonde toute la Belgique et les Belges découvrent son visage ; son nom devient très vite populaire, en même temps que la chaîne, rapidement classée télévision préférée dans la partie francophone du pays.
Après la présentation des programmes, avec une présence quasi quotidienne pendant 4 ans, Michèle Etzel devient animatrice dans plusieurs programmes innovants, lancés par Jean Stock, dont « La Bonne Franquette » début 1977 et en septembre, elle assure, à raison de 3 appels téléphoniques par jour, « Le Coffre Fort », un jeu (décliné de « La Valise » sur RTL radio) gravé dans les annales des succès de la chaîne. C’est ainsi que, quand en 1978, la télévision lance « Le Train Blanc » (un train s’arrête de gare en gare pour des collectes de bienfaisance), tous les animateurs et les artistes à bord sont bluffés par la foule des téléspectateurs au rendez-vous sur les quais. 
En octobre 1980, Michèle Etzel, Marylène Bergmann, Georges Lang et Jean-Luc Bertrand vont devenir les stars de toute une génération, en s’installant, chaque semaine pendant tout un après-midi, dans un studio jaune et rouge, pour « Citron grenadine », une émission pour enfants devenue culte. En 1981, dans le cadre du « Concours Eurovision de la chanson » à La Haye (Pays-Bas), elle présente, le duo Sophie et Magaly et leur fameux hit « Papa Pingouin ». 
Après avoir animé, chaque midi de 1983, un talk show en direct, en compagnie de Claude Rappé, Michèle Etzel, quitte les studios luxembourgeois de la Villa Louvigny pour rejoindre l’équipe des journalistes de la chaîne « sœur » RTL Télévision à Bruxelles et participer au développement du département production. 
En 1987, quand la station devient RTL-TVi, elle est alors responsable des programmes cinéma, assurant la présentation et la production des émissions comme « Grand Ecran » ou « Clip Clap ». Ce programme très créatif, qui parle musique, ciné, danse, BD….aux ados, présenté par Marie Christine Maillard et une bande de chroniqueurs devient vite un rendez-vous hebdomadaire très suivi. 
A l’aube des années 1990, Michèle Etzel arrête peu à peu l’antenne pour se consacrer à la production et est responsable de grandes émissions de la chaîne : la création de l’élection annuelle « Miss Belgique » (1989-2005) , les « Mamans extraordinaires », etc. Elle propose 2 évènementielles qui resteront des records d’audience absolus : l’émission « Viva Italia », en direct de La Louvière, présentée en compagnie de Salvatore Adamo, mettant à l’honneur l’histoire des Italiens de Belgique et en 1998, les 10 ans de RTL-TVi, réunissant alors, sur la scène de Forest National, la « grande famille RTL » que constituent tous les noms phares de l’antenne et les milliers de téléspectateurs. À cette époque - et depuis des années déjà - la chaîne privée est à son apogée des succès d’audience, de popularité et de… recettes publicitaires.
Mais avant tout, Michèle Etzel reste, pour le grand public, Madame Télévie ; en 1989, à l’initiative de son directeur, Jean-Charles De Keyser, la chaîne lance une opération de collecte de fonds pour la recherche scientifique, le Télévie, « un combat contre la leucémie des enfants ». 
Chaque année, jusqu’à son départ en 2006, Michèle Etzel produit la grande soirée de clôture, une émission de 5 heures en direct, où se succèdent scientifiques, associations, donateurs, vedettes de la chaîne et artistes. Au final de ce rendez-vous quasi national, qui perdure aujourd'hui encore, un record de dons, croissant d’années en années.
Après presque 35 années de présence ininterrompue au sein du label RTL, Michèle Etzel est remerciée. Elle publie un livre de mémoires « tu devrais faire de la télé » (éditions Jourdan) où elle raconte son parcours singulier, ses rencontres extraordinaires et les débuts de nombreuses célébrités artistiques ou des médias, auxquels elle a assisté et –parfois- favorisés.
Au cours des années 2010, elle se consacre à une série de documentaires de grands personnages, comme le portrait d'Antoinette Spaak en 2016.